# Muralla de Vilalba dels Arcs
La Muralla de Vilalba dels Arcs és una muralla del municipi de Vilalba dels Arcs (Terra Alta) declarada bé cultural d'interès nacional. En carrers perimetrals del nucli antic de la població es conserven restes visibles de la muralla que la circumdava: carrer de Sant Pere, carrer de Sant Llorenç, carrer d'Abaix, carrer del Vall (o fossat de l'antiga muralla).

## Descripció
A l'interior de les cases dels carrers perimetrals de Vilalba i al subsòl d'aquests o de les mateixes cases, pot haver-hi altres restes de les muralles medievals de la població.
Es conserven els elements següents:
Porta de la muralla a l'interior de la planta baixa de l'edifici del carrer de Sant Llorenç, 15 (aquest edifici és també el final del carrer Duna, sense sortida). La planta baixa està dividida en dues parts que es comuniquen per una antiga porta de la ciutat, d'arc de mig punt adovellat. Aquest pany de muralla té una amplada superior a un metre. Aquest edifici es va construir utilitzant la muralla com a part de l'estructura. Possiblement tots els edificis d'aquest carrer contenen o han contingut parts de la muralla. (Coordenades x:282537 - y:4555535)
Torre de la muralla al carrer de Sant Pere, 51, a la cantonada amb els carrers de Sant Roc, Roig i de Sant Llorenç.Es tracta d'un immoble, format per planta baixa i dos pisos, construït amb robustos murs de carreus que podrien formar part de l'estructura defensiva de la població. L'arc de mig punt tapiat ens indica que el nivell de cota del carrer abans era més alt que no pas ara. L'espitllera, la situació de la torre i les cantonades rematades amb carreus alineats i ben tallats fan evident que es tractava d'una torre de defensa. (Coordenades x:282603 - y:4555457)
Llenç de muralla aprofitada en una casa del final del carrer del Vall. Aquesta casa entre mitgeres antigament formava part de la muralla. L'accés a l'immoble es fa des del carreró interior. A la part externa de la muralla només hi ha un balcó amb una espitllera al costat, a l'altura del primer pis, i un finestró més amunt. La cota del carrer interior és més alta que la cota del carrer exterior. (Coordenades x:282741 - y:4555675)
Perxe del Bassot al final del carrer de Baix, que també podria ser una entrada a la ciutat.
Situat al límit de la població, és format per dos arcs. L'exterior, d'arc rebaixat adovellat, actuava com a element de sosteniment; l'interior, de mig punt amb dovelles, funcionava com a porta. Es veuen els forats per col·locar la fusta d'assegurar les portes. A l'interior té el sostre amb bigues de fusta. L'edifici situat sobre el perxe ha estat rehabilitat però la reforma no s'integra bé amb l'estructura medieval. El seu nom es deu al fet que existia un bassot exterior al recinte, davant d'ell, que servia per beure el bestiar.(Coordenades x:282748 - y:4555669)
La paret del fons d'un local (magatzem) del carrer de Sant Pere, davant el número 47, és fet de grans carreus, que deuen correspondre a la muralla.(Coordenades x:282619 - y:4555470)(Cal confirmar que es tracta de restes de la muralla.)
Entre l'absis de l'església i el llenç de muralla del carrer del Vall, hi ha dos fragments de muralla de poca alçada, a l'aire lliure. (Coordenades x:282728 - y:4555684).

## Història
El primer esment de Vilalba dels Arcs és del 10 d'abril de 1224, quan fra Bernat de Campànies, comanador templer de Ribera, atorga carta de poblament al lloc de Vilalba. Quan el 1236 es dissolgué el districte de Ribera i s'independitzaren de Miravet les comandes filials, Vilalba passà a formar part de la casa d'Ascó. No se sap quan es construïren les muralles. Tanmateix, el document fundacional ja parla d'un castell. Tot fa pensar que les muralles corresponen a l'època gòtica (segles XIV-XV).